# 荒井靜香
荒井靜香，現用藝名：（8月17日—），日本女性配音員。出身於東京都。

## 簡歷、人物
原屬Production baobab，現在是FEATHER所屬。劇團雙六（日语：劇団すごろく）出身。
興趣：料理、花式滑冰、登山、釣魚、彈吉他、音樂&電影鑑賞、讀書。
特長：唱歌、日本舞、彈箏、弓道、唱謠曲、和服穿法。

## 演出
粗體字表示主要角色。

### 電視動畫
1999年
- 下級生（加納涼子）
- The Big O

2001年
- 仰天人間（日语：仰天人間バトシーラー）（／／）
- 真·女神轉生 惡魔之子（壺精）
- HELLSING（護理人員A）

2002年
- 電光快車俠2（艾曼紐小姐、蘇珊、女教師）
- 聖石小子（ベロニカ）

2003年
- 星際少年隊（おかみさん）
- 可愛巧虎島

2005年
- 我的主人愛作怪（艾蓮）

2006年
- 魔法美少女（心之女王）

2008年
- 小雙俠 (2008年版)（客人、媽媽）

2009年
- 信蜂（助產婦人）
- 魯邦三世VS名偵探柯南（女官B）

2010年
- 真·戀姬†無雙 ～少女大亂～（嚴顏）

2016年
- 暖暖日記 (第2作)（アナグマくん、 等）

2017年
- 暖暖日記 (第2作)（的母親）

2018年
- 暖暖日記 (第2作)（キネちゃん）

### 電影動畫
- 劇場版 美食獵人3D：開幕！美食大冒險!!（2011年，畢克的母親）
- 名偵探柯南：第11位前鋒（2012年，多部田美幸）
- 魯邦三世VS名偵探柯南 THE MOVIE（2013年，工作人員）

### OVA
- 名偵探柯南：十年後的陌生人（2009年，女性記者）
- （2011年，嚴顏）
- 幻想嘉年華（2011年，錄影帶視頻的聲音）

### 遊戲
1994年
- 美少女格鬥Asuka120%（日语：あすか120%）（鈴木惠）

1997年
- 下級生（加納涼子）
- 電玩流行風 便利商店（店員的聲音）

2008年
- 無限迴圈 ～古城之夢～（日语：インフィニットループ 古城が見せた夢）（艾夏）
- 普里尼 ～我當主角真的沒問題嗎？～（日语：プリニー 〜オレが主人公でイイんスか?〜）（亞妮絲）
- 魔界戰記3 Return（日语：魔界戦記ディスガイア3）（毛線的狂子）
- 幻影少年 cross road（永島柚稀）
- 妳的秋之回憶 ～Girl's Style～（日语：ユア・メモリーズオフ〜Girl's Style〜）（月岡陽）

2009年
- 頌歌的聖歌姬 ～天使樂譜A樂章～（日语：アンティフォナの聖歌姫 〜天使の楽譜 Op.A〜）（羅薩琳、阿爾帕）
- 魔界戰記2 PORTABLE（大女優）
- 妳的秋之回憶 ～Girl's Style～ PSP（月岡陽）

2010年
- 普里尼2 ～特攻遊戲！破曉的內褲大作戰!!～（日语：プリニー2 〜特攻遊戯! 暁のパンツ大作戦ッス!!〜）

2011年
- 魔界戰記3 Return（日语：魔界戦記ディスガイア3）（毛線的狂子[5]）

2013年
- 神明與命運革命的悖論（仙杜瑞拉）

### 外語配音

#### 電影
- 亂世美人（英语：The Affair of the Necklace）（少女時期的珍妮·德瓦洛瓦·聖雷米（英语：Jeanne de Saint-Rémy de Valois）〈希丹·彭尼蒂亞〉）
- 斷箭
- 濃情威尼斯（英语：Casanova (2005 film)）
- 玩命關頭3：東京甩尾（Kamille〈泰德·拉文〉）※影碟版。
- 一路響叮噹 ※富士電視台版。
- 崩裂的地球（英语：Lifeforce (film)） ※朝日電視台新錄製版。
- 銀線風暴（英语：Money Train） ※朝日電視台版。
- 一吻定江山（Rhoda）※WOWOW版[注 2]。
- 珍珠港（Betty Bayer護士〈潔米·金〉）※朝日電視台版。
- Scarecrow（英语：Scarecrow (2002 film)）（Morgan）
- 七宗罪 ※朝日電視台版。
- Sky Palace
- 金剛戰士Turbo Movie（英语：Power Rangers Turbo）（Kimberly Hart）
- 野東西

#### 電視影集
- CSI犯罪現場：邁阿密（Aiden Burn）
- The Immortal（英语：The Immortal (2000 TV series)）
- 神奇樹屋（英语：The Magic Tree）
  - The Wooden Dog／Drewniany Pies
  - The Pair
- 金剛戰士系列
  - 金剛戰士（金柏莉·哈特／粉紅戰士〈Amy Jo Johnson〉、邪惡粉紅戰士、寧錄 等）
  - 金剛戰士：銀河戰隊（Jodie Stanton）
- 星際之門：SG-1（Jolinar、Nesa、Carly、女技師 等）
- 就是喜歡你（英语：What I Like About You (TV series)）（Holly Tyler〈亞曼達·拜恩斯〉）
- 冬季戀歌（Jeong Heui-Jin）

#### 動畫
- 新蝙蝠俠（Marcy Graves）
- 正義聯盟（Marcy Graves）
- 飛天小女警 (UG版)（公主）
- 超人（Marcy Graves、Gsptlsnz、人偶的聲音、學會會員）

### 舞台
- 黑暗中的夜曲（2002年9月）－綠
- 熱鬧狂想曲（2003年7月）－山田智惠
- 窗際（2003年12月）－江田
- 緋色小夜曲（2004年5月）－塙民子
- 寓居鎮魂曲（2005年2月）－來生
- 慾動進行曲（2005年12月）－占卜師
- 無法儲存的快樂結局（2006年7月）－女忍者
- TIME TROUBLE 齡30（2007年9月）
- 聖誕節狂想曲（2007年12月）

## 腳註

## 外部連結
- 株式會社「FEATHER-NET」公式官網 （页面存档备份，存于） （日語）
  - 株式會社「FEATHER-NET」公式官網的聲優簡介 （页面存档备份，存于） （日語）
- （日語）－荒井靜香的官方個人部落格。
- 演劇團隊Chatter Gang的官方部落格 （日語）（2008年9月18日的檔案館）